# Asteroschema tubiferum
Asteroschema tubiferum är en ormstjärneart som beskrevs av Matsumoto 1915. Asteroschema tubiferum ingår i släktet Asteroschema och familjen Asteroschematidae. Inga underarter finns listade i Catalogue of Life.